# Comet (очищающее средство)
Comet (англ. Comet — комета) — американский бренд чистящих порошков и других бытовых чистящих средств, производимых компанией KIK Custom Products Inc. Впервые бренд был представлен в 1956 году компанией Procter & Gamble (P&G), а затем в 2001 году он был продан Prestige Brands. В 2018 году компания Prestige Brands продала бренд Comet компании KIK Custom Products Inc., при этом P&G сохранила за собой права на продвижение бренда в Европе и на профессиональный рынок (не для домашнего потребителя) в США.

## Ингредиенты
Согласно паспортам безопасности химической продукции (SDS), опубликованным Procter & Gamble для «PGP Comet Deodorizing Cleanser with Chlorinol» и Prestige Brands для «Comet Powdered Cleanser», Comet Cleanser содержит 60—100% карбоната кальция (CaCO3).
Ингредиенты, которые являются общими для всех порошковых очищающих средств Prestige Brands Comet:
- Карбонат кальция — чистящее средство
- Гидроксид кальция — регулятор Ph
- Fragrance — запах
- Green 7 — краситель (отсутствует в «Comet Lemon Powder»)
- Карбонат натрия — строительный/секвестрирующий агент
- Поверхностно-активное вещество алкилбензолсульфонат натрия — чистящее средство
- Трихлор-с-триазинтрион — отбеливатель
- Трихлоризоциануровая кислота (симклозен) — дезинфицирующее средство

В паспорте безопасности P&G Professional Comet содержится информация о процентном соотношении основных химических веществ:
- Карбонат кальция: 60—100%
- Карбонат натрия: 7—13%
- Гидроксид кальция: 1—5%
- Дихлор-с триазинтриона натрия дигидрат: 1—5%

Примечание: не все ингредиенты указаны в паспорте безопасности.

## Предупреждения
Опасно смешивать чистящие средства, содержащие отбеливатель или другие оксигенаты (например, Comet), с продуктами, содержащими аммиак или кислоту. Паспорт безопасности P&G Comet специально предупреждает: «Избегайте контакта с кислотами и аммиаком».
Несмотря на то, что на этикетке очищающего средства Comet не царапается, также рекомендуется использовать большое количество воды на «деликатных поверхностях». Порошковое очищающее средство Comet не рекомендуется использовать на серебряных, окрашенных поверхностях, стенах, пластмассах, алюминии и резине.

## Культурные отсылки
- В середине 1960-х годов бывшая детская актриса Джейн Уитерс обрела новую популярность в роли водопроводчика Жозефины — персонажа в серии телевизионных рекламных роликов для «Comet»[3]. В одноминутных роликах, которые выходили с 1963 по 1974 год, Уизерс участвовала в 30 сюжетных линиях в год[4].
- В 1969 году «Wacky Packages» включили в себя пародийную рекламу, разработанную Артом Шпигельманом и нарисованную Томом Саттоном, изображающую размахивающего флагом солдата американской революции и пару полицейских с дубинками, преследующих группу хиппи с пикетными плакатами с надписями «За свободу!» (англ. «For Freedom!») и «Любовь! Не война!» (англ. «Love! Not War!») и заметным слоганом «Сохраните Америку чистой с помощью Commie Cleanser» (англ. «Keep America Clean with Commie Cleanser») и «Избавляется от красных, пинко, хиппи, йиппи и флиппи» (англ. «Gets Rid of Reds, Pinkos, Hippies, Yippies & Flippies»). Также появилась имитация рекламы, изображающая банку в одиночестве[5].
- Детская песня «Comet» поётся на мотив «Марша полковника Боги»[6]. В песне «комета» (англ. «comet») рифмуется с «рвотой» (англ. «vomit»). Полный текст песни (на английском):

Comet, it makes your teeth turn green

Comet, it tastes like gasoline

Comet, it makes you vomit,

So get some Comet, and vomit today!
В альтернативном варианте используются другие первые строки:

Comet, it tastes like gasoline

Comet, it makes your insides clean
или:

Comet, it makes your toilet clean

Comet, it makes your teeth turn green
- Comet также упоминается в песне «Rip Her to Shreds» американской рок-группы Blondie[7]:

She got the nerve to tell me she's not on it

But her expression is too serene

Yeah, she looks like she washes with Comet

Always looking to create a scene